# Raphael Hythlodeus

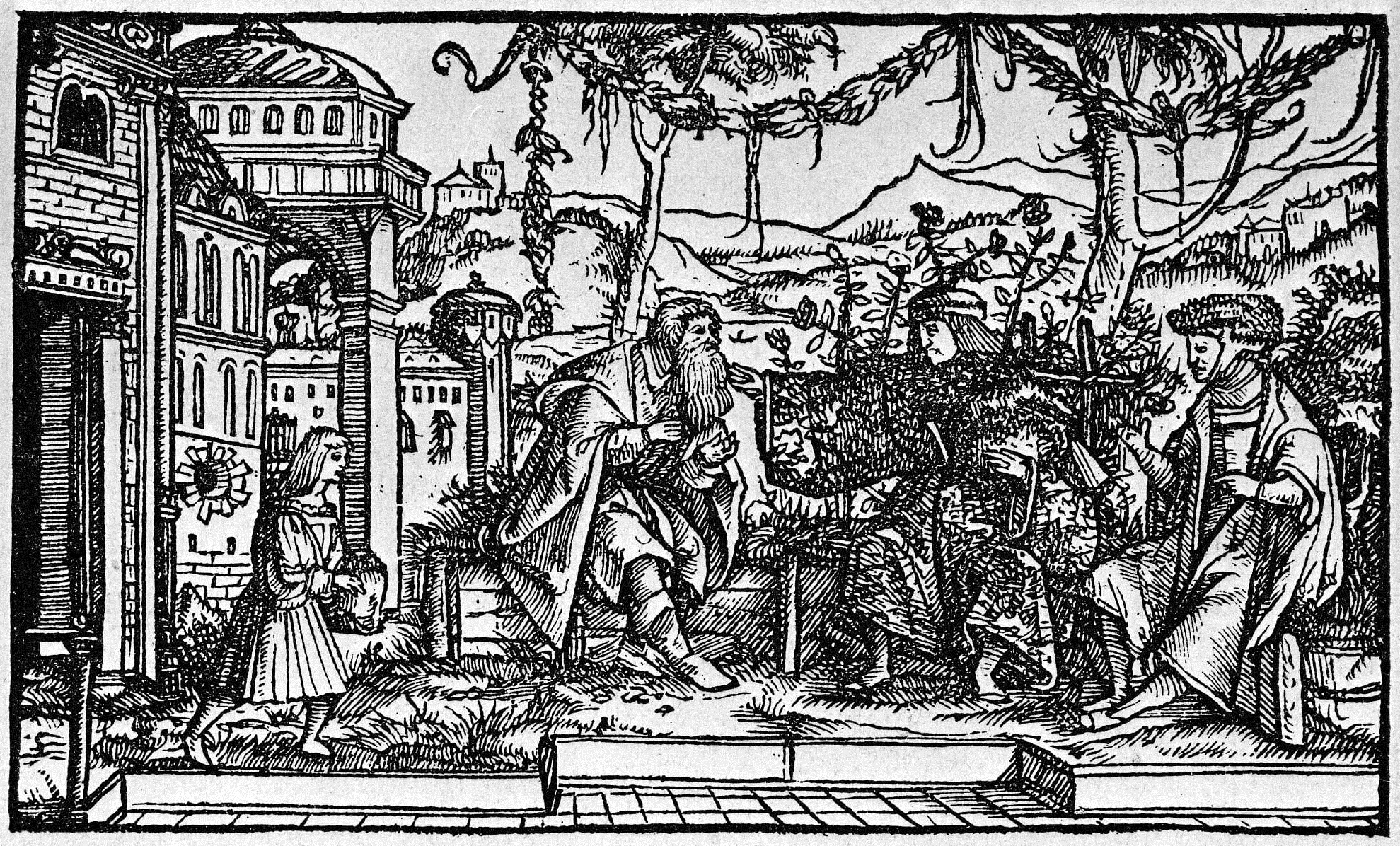
Raphael Hythlodeus erzählt Morus und seinem Begleiter von Utopia
Holzstich von Ambrosius Holbein (1518)

Raphael Hythlodeus ist eine fiktive Person aus dem im Jahr 1516 in lateinischer Sprache erschienenen Roman Utopia von Thomas Morus. Im Roman ist Hythlodeus ein angeblich weitgereister Kamerad des florentinischen Seefahrers und Entdeckers Amerigo Vespucci (ca. 1452–1512). Hythlodeus behauptet, fünf Jahre auf der unbekannten Insel Utopia gelebt zu haben, von der er Morus berichten wolle. Von der Nationalität her sei er Portugiese und spräche aufgrund seiner intensiven Beschäftigung mit der Philosophie sehr gut Griechisch.
Der Name Hythlodeus leitet sich von den griechischen Worten ὕθλος („hythlos“: Unsinn, leeres Geschwätz) und δάιος („daios“: erfahren, aber auch feindlich) ab. Er kann somit als „erfahren im Schwätzen“, aber auch im Gegenteil als „feindlich dem Schwätzen“ übersetzt werden.